# 마카사이어
마카사이어(Makasae, 혹은 Makassai, Macassai, Ma'asae, Makasai)는 동티모르 동부에서 7만여 명이 사용하는 파푸아 제어의 하나이다. 동티모르의 바우카우현, 비케크현 서부에서 사용한다. 파탈루쿠어를 비롯한 주변 언어와 연계가 약하고 어족 내에서 고립된 언어로 간주되기는 하나 함께 트랜스뉴기니어족의 동티모르어파로 분류된다.
총 7만여 명이 사용하며, 뉴기니섬 밖에서 사용되는 트랜스뉴기니어족 언어 가운데 가장 많은 화자를 보유하고 있다.